# Мексиканский янтарь

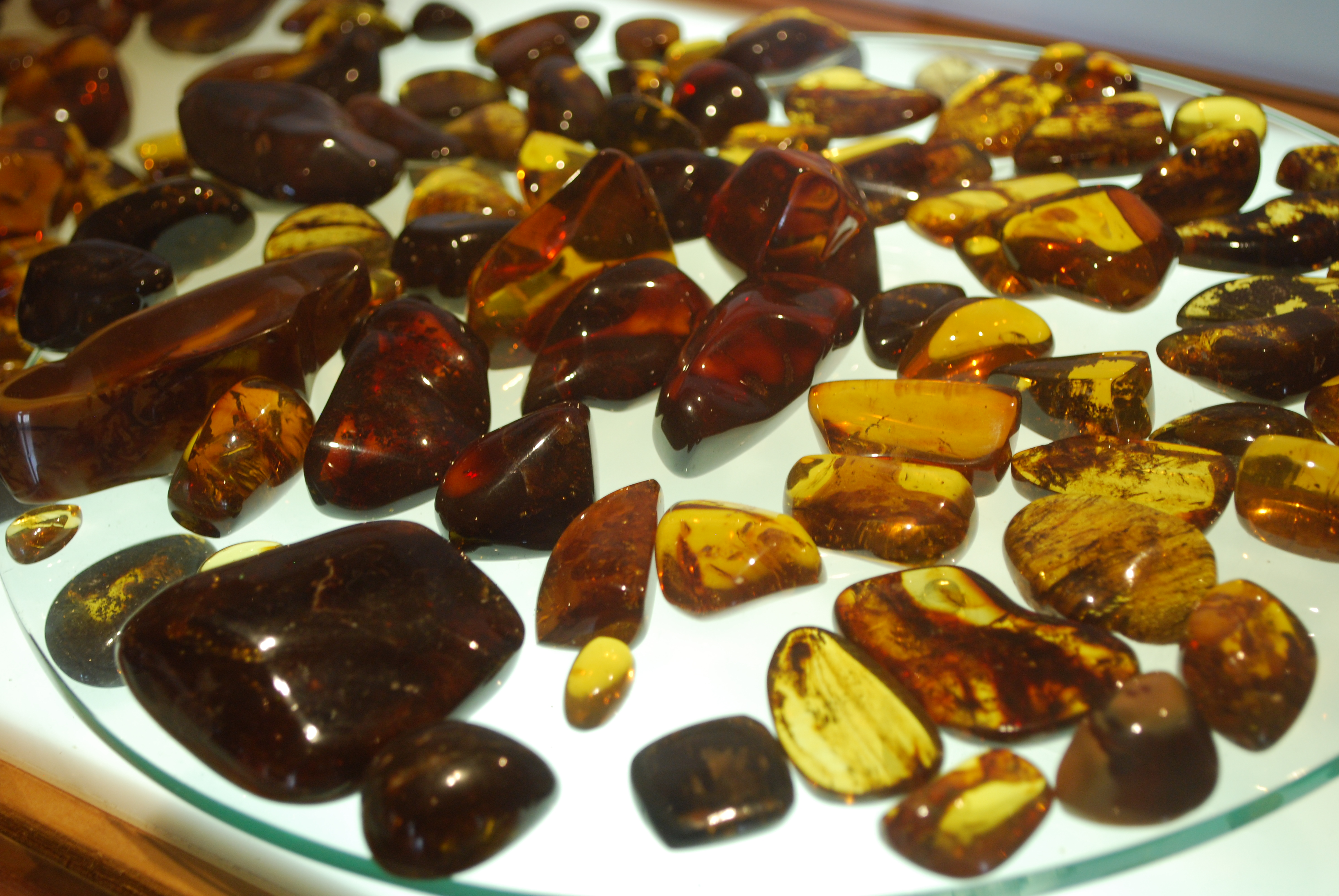
Мексиканский янтарь

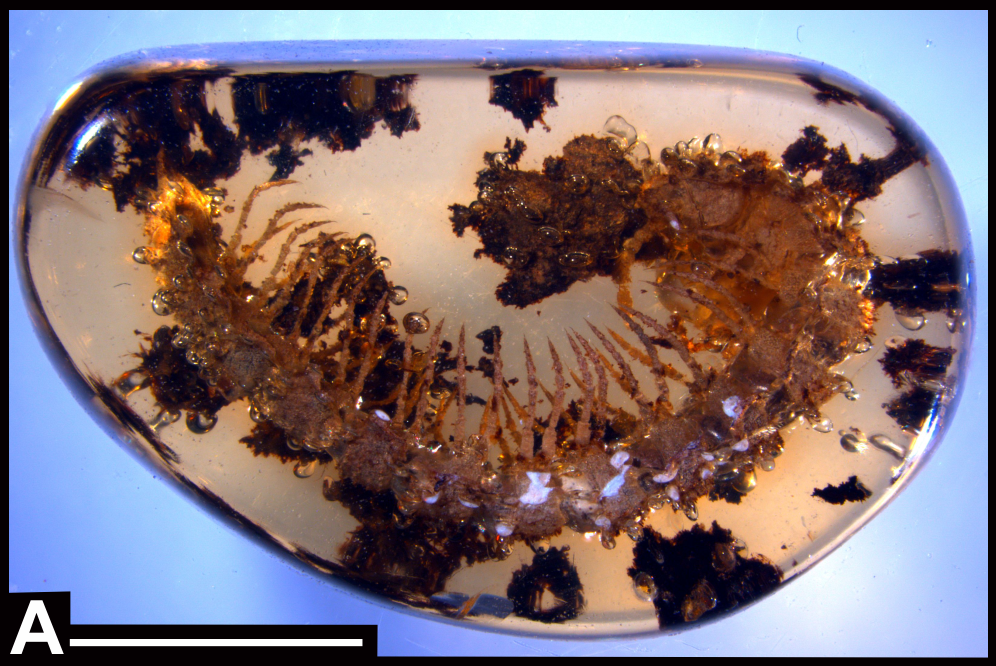
Вымершая многоножка Anbarrhacus adamantis в образце мексиканского янтаря

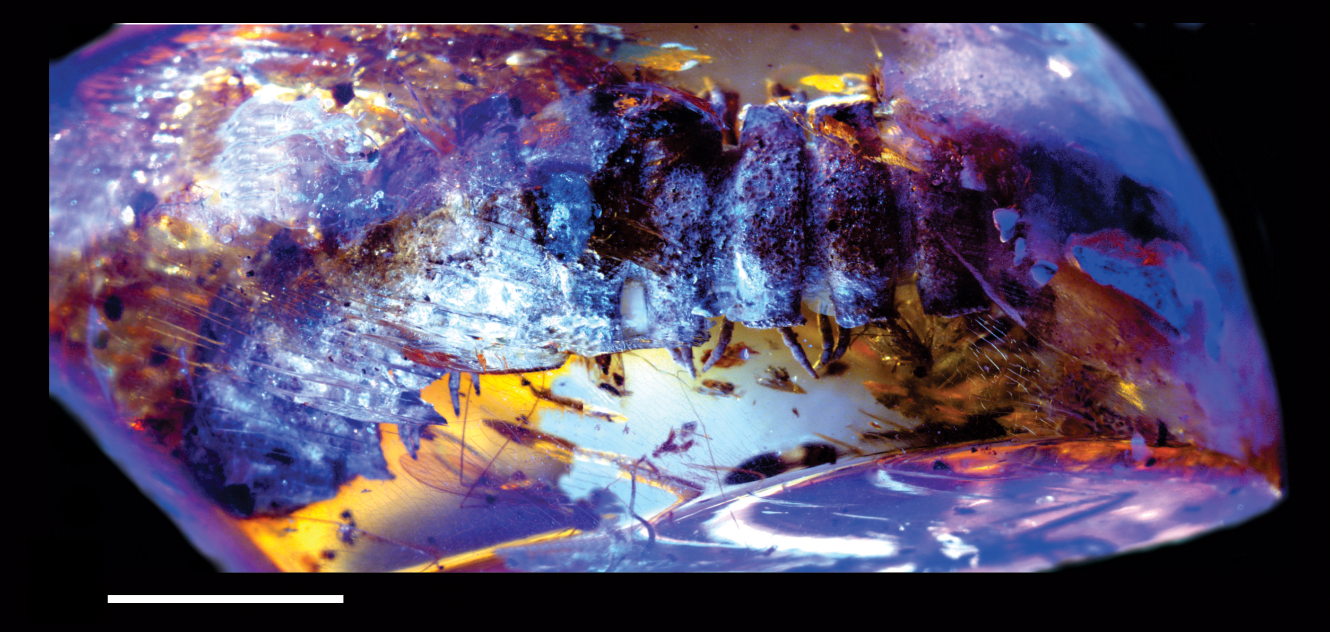
Вымершая многоножка Maatidesmus paachtun в образце янтаря

Мексиканский янтарь  (англ. Mexican amber) — вид янтаря, обнаруживаемый в южной части Мексики (Северная Америка), главным образом в штате Чьяпас, граничащем с Гватемалой. 

## Описание
О существовании мексиканского янтаря было известно ещё в XIX веке (Bose, 1905), но повторно он был открыт лишь в 1952 году в ходе экспедиции американских учёных из Калифорнийского университета в Беркли (Hurd et al., 1962). Ботаническое происхождение Poinar & Brown (2002) связывают с вымершим видом Hymenaea mexicana Poinar & Brown, 2002 (Leguminoseae, Caesalpinioideae), и большинством учёных оно рассматривается близким к Hymenaea protera (основной производитель доминиканского янтаря).
Имеет окраску от прозрачного жёлтого до красного, иногда очень тёмный. Химический состав: азот — 0,053 %, углерод — 83,65 %, водород — 11,24 %, сера — 0,37 %, кислород и другие элементы — 4,74 %. Сохранность в нём инклюзов не так хороша, как в доминиканском янтаре. Наиболее важные коллекции мексиканского янтаря хранятся в трёх музеях: Slaatliches Museum für Naturkunde Stuttgart (Германия, Germany (SMNS), University of California, Museum of Paleontology (США, UCB) и в Museum of Paleontology in Tuxtla Gutierrez Chiapas (Мексика, MPCh). В сумме в них хранится около 3000 ископаемых организмов.

## Возраст
По своему возрасту мексиканский янтарь сравним с доминиканским янтарём (около 20 млн лет). 
В результате сравнительного анализа возраста разных видов янтаря были получены следующие данные (в млн. лет):
- Доминиканский (Доминик. Респ.) — 15—40
- Мексиканский янтарь (Чьяпас) — 22—26
- Балтийский янтарь — около 40
- Hat Creek (Британская Колумбия, Канада) — 50—55
- Канадский (Альберта, Манитоба) — 70—80
- Нью-Джерсийский (США) — 65—95
- Бирманский (Мьянма) — 97—105
- Таймырский (Сибирь, Россия) — 78—115
- Испанский (Алава, San Just) — 100—115
- Шарантийский (Франция) — 100—105
- Ливанский (Ливан) — 130—135

## Фауна мексиканского янтаря
См. также Инклюзы мексиканского янтаря
Первые организмы из мексиканского янтаря были описаны в 1959 году. Это были ископаемая безжальная пчела из трибы Meliponini (Wille, 1959) и хищный клоп семейства Dipsocoridae (Wygodzinsky, 1959). К 1962 году были описаны представители 92 семейств из 18 отрядов членистоногих (Hurd et al. 1962): Araneae, Amblypygi, Coleoptera, Hemiptera, Acari, Collembola, Diptera, Microcoryphia (=Archaeognatha). К 2004 году это число увеличилось до 176 семейств членистоногих (Engel, 2004). Более половины всех находок приходится на преобладающих в количественном соотношении представителей отрядов двукрылые и перепончатокрылые. Из позвоночных животных известны находки ящериц и лягушек.
В 2016 году был опубликован список 557 членистоногих и 13 инклюзов растений из 133 кусков мексиканского янтаря, хранящихся в музеях Лондона и Эдинбурга, которые увеличили разнообразие членистоногих на 4 отряда (Geophilomorpha, Scutigeromorpha, Odonata, Dermaptera) и 11 семейств.
- Anbarrhacus adamantis (многоножка)[7]
- Hyptia deansi (перепончатокрылые)[8]
- Maatidesmus paachtun (многоножка)
- Piesocorynus elongatus (жук)[9]